# Knallgasflamme

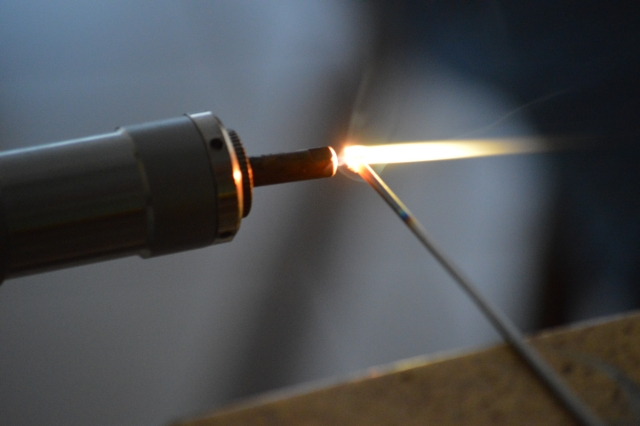
Knallgasflamme bei der Aufschmelzung von Wolfram

Eine Knallgasflamme entsteht bei der Verbrennung von Wasserstoff und Sauerstoff. Die Flamme ist farblos und somit unsichtbar. Da bei der Herstellung von Knallgas jedoch Stoffe wie Kaliumhydroxid (KOH) zum Einsatz kommen können (Elektrolyt, um das Wasser leitfähig zu machen), können Teile des KOH mit dem Knallgas mitgerissen werden und es entsteht eine leicht Lila leuchtende Flamme. Die Knallgasflamme hat eine Temperatur von ca. 3000 Grad Celsius.

## Anwendungen
- Die Knallgasflamme wird bei der industriellen Herstellung von Glas unter dem Namen „Feuerpolitur“ verwendet.
- Bei der Edelsteinverarbeitung unter dem Namen Wasserstoff-Sauerstoff-Schneidbrenner.
- Beim Schweißen
- Beim Goldschmieden: Dort wird mitunter die sehr fein auslaufende Spitze der Knallgasflamme genutzt um punktuell sehr begrenzt feinste Goldschmiedearbeiten auszuführen, z. B. Reparaturen
- Schmelzen z. B. von Quarzglas

## Geschichte
Es wurden einige Modelle von Knallgaslampen erfunden, beispielsweise das Drummondsche Licht. Wegen der Explosivität des Gasgemischs waren alle damaligen Geräte jedoch mehr oder weniger gefährlich. Eine bedeutende Anwendung fand die Knallgasflamme bei der Verarbeitung von Platin, da dieses Metall nur in der Knallgasflamme oder im elektrischen Hochofen geschmolzen werden kann; und auch bei der Herstellung von Drummondschen Lichtern, die zur Beleuchtung von Theaterbühnen verwendet wurden. Diese beiden Anwendungen wurden jedoch durch elektrische Hochöfen und elektrisches Licht verdrängt.